# 佐武宇綺
佐武 宇綺（さたけ うき、1992年3月8日 - ）は、日本のアイドル、女優、歌手、声優、ファッションモデル、DJ、ラジオパーソナリティ。9nineのメンバー。東京都出身。愛称は、うっきー、さたけさん、うーちゃん、うきちゃん。

## 略歴
2005年春、渋谷でスカウトされ、レヴィプロダクションズ（現レプロエンタテインメント）に所属。所属して最初に受けたオーディションで合格し、9nineに加入。
2009年、ミスマガジン2009の読者特別賞を受賞。
2010年9月、雑誌『B.L.T.』企画の『B.L.TRAVELファンイベントバスツアー』がきっかけで結成された事務所非公認ユニット「LPG」のメンバーになる。
2012年ごろから、アニメ業界に興味を持ち勉強を始め、2013年4月にアニメ『HUNTER×HUNTER』（ポドンゴ役・カイト(女子)役）で声優デビュー。
2013年2月23日（22日深夜）、NHK総合テレビ『Shibuya Deep A』に菊地亜美（アイドリング!!!）、嗣永桃子（Berryz工房）とともにゲスト出演。番組内企画「真のアイドルは誰だ？Deepアイドル王決定戦！」において優勝し、「アイドル王」の称号を得る。
2013年10月24日よりネット番組『F9GBP』をきっかけにDJ活動をスタート。
2014年、オーディションで初めての大役 アニメ『スペース☆ダンディ』のQT役を勝ち取る。
2019年4月、所属している9nineの活動休止に伴い、本格的に個人の芸能活動を開始。
2022年8月7日、レプロエンタテインメントとの契約満了を発表、以後はフリーで芸能活動を継続する事も併せて発表した。

## 人物
- 名前の『宇綺』は、"宇宙を綺麗にしてください"という壮大な由来で名付けられた。
- 好きな食べ物は、中華・イタリアン・日本食・タイ料理・韓国料理・焼肉・抹茶・アボカド・ゆで卵・ケーキ。差し入れの大きな3段のホールケーキを家に持ち帰り、2日で完食するほど。
- 生テレ「バズり先生」という番組で、餃子を60個食べるほど、食べることが大好き。
- 嫌いな食べ物は、和菓子・お餅・さつまいも・栗・モンブラン・カボチャ・板チョコ。
- 目標にしているアーティストは、aiko（2010年11月11日時点）[7]。
- 大切にしている宝物は、ファンレター。理由は「手書きで手紙をくれるという熱さがスゴイ伝わってくるから」（2010年11月11日時点）[7]。
- 9nineメンバーとしての夢は武道館で公演をする事（2010年11月11日時点）[7]。2014年8月21日には、念願叶って武道館で公演を果たしている。
- DJの師はKAZUHIRO ABO[8]。

## 映像作品
- U-15 Films「永遠」（2006年4月7日、イーネット・フロンティア）
- ミスマガジン2009 佐武宇綺 （2009年8月21日、バップ）
- カンガルーじゃないよ、うっきーだよ。（2010年11月26日、アドバンスエージェンシー）
- うっきーSUMMER!飛び出せ!佐武さん（2011年8月26日、竹書房）
- ウキ☆ドキッ！（2011年12月15日、ラインコミュニケーションズ）
- ガンバレうっきー！あなたをふりむかせ隊！（2012年4月27日、晋遊舎）
- ピヨ恋うっきー（2012年12月20日、ラインコミュニケーションズ）
- かのじょ。（2013年5月25日、エアーコントロール）
- 好き。（2013年12月25日、エアーコントロール）

## 出演
太字はメインキャラクター。

### テレビドラマ
- 愛の劇場 吾輩は主婦である（2006年、TBS）
- 金曜プレステージ 介助犬ムサシ〜学校へ行こう!〜（2007年4月20日、フジテレビ） - 生徒 役
- 恋空（2008年、TBS） - ユカ 役
- サムスンスペシャル 伝えたい!僕らの夢 聴導犬が教えてくれたチカラ -あすなろ学校の物語-（2009年7月20日、TBS） - ユウコ 役
- 僕の秘密★兵器（2009年10月 - 12月、メ〜テレ、他） - 一之瀬あおい 役
- 怪物くん 第2話（2010年4月24日、日本テレビ）
- 熱いぞ!猫ヶ谷!! （2010年12月17日、メ〜テレ） - 奥井華奈 役
- 好好!キョンシーガール〜東京電視台戦記〜（2012年10月12日 - 12月21日、テレビ東京） - 佐武宇綺 役
- 空飛ぶ広報室 第4話（2013年5月5日、TBS）
- ふらり松尾芭蕉（2016年12月8日 - 12月22日、フジテレビ） −お国 役
- オトナの授業（2024年5月6日 - 、TOKYO MX） - 河北えみり 役[9]

### テレビ番組
- ケータイ社会の歩き方（2005年、NHK教育テレビ）
- ウチスタCollection（2007年4月 - 9月、フジテレビ） - レギュラー
- 勝利の女神4（2009年5月1日 - 9月25日、チバテレビ） - レギュラー
- 開運音楽堂（2009年11月14日 - 2014年5月3日、TBS）[注 1]
- プレミアの巣窟（2010年4月 - 2011年3月、フジテレビ） - プレミアンガールズ
- うきうき!MIXガール（2010年4月 - 2011年3月、PigooHD・エンタ!371） - レギュラー
- ONGAX（2010年4月 - 2011年3月、チバテレビ） - 金曜日「Friday〜Uki's Room」MC
- ねぎ★スポ（2011年10月30日・11月6日・12月25日・2012年4月15日・6月3日・6月10日・7月22日・2013年3月3日、tvk） - ねぎガール2号
- BOMBER-E（2014年3月11日、名古屋テレビ）－ゲスト出演山崎あおい、水沢アリーと共演
- アニメマシテ（2015年2月24日・3月3日、テレビ東京）
- 浜ちゃんが!（2015年4月16日、読売テレビ）−買う編ゲスト出演
- アイドル魂なだれ坂ロック!（2016年3月17日、テレビ東京）−ゲスト出演
- OHA OHA アニキ（2017年3月3日−3月30日・5月4日−6月9日・9月22日-10月26日、テレビ東京）−アシスタント
- ジャパコン特別編 BONES 20周年記念特番 ～アニメ制作、骨太20年～（2018年11月24日、BSフジ）
- ジャパコンProject 二次元領域拡大通信 マチ★アソビ DJ-NIGHT特集コーナー（2019年5月31日、BSフジ）
- 月ともぐら（2023年1月6日 - 、テレビ東京）−ナレーション

### CM
- 東京ディズニーシー（2007年）
- 神戸女子大学（2007年）
- モスバーガー「どれから？」篇（2020年）

### 映画
- Re:Play-Girls リプレイガールズ（2010年9月25日） - アリサ 役
- 魚介類 山岡マイコ（2011年10月22日、ユナイテッドエンタテインメント） - 主演・山岡マイコ 役[10]
- 今はちょっと、ついてないだけ（2022年4月8日、ギャガ）

### ラジオ
- 佐武宇綺の宇宙を綺麗にするラジオ（2012年7月3日 - 2022年3月26日、ラジオ日本）
- 佐武宇綺の本気! アニラブ〜佐武さんは超絶かまってほしいのです!〜（2013年4月5日 - 9月20日、超!A&G+）
- BEATLESS〜はっく・ざ・らじお〜（2018年2月7日 - 7月4日、MBSラジオ）[11]
- 9nine 佐武宇綺のもっと宇宙を綺麗にするラジオ（2022年7月7日 - ラジオ日本）

### WEB
- 佐武さんはひとりじゃナインだってこと噛みしめたいです。（2012年 - 2013年、ニコニコ生放送）
- ボイスドラマ ランドセルヘドロ（2016年、A-koe） - 淺倉嘉穂 役
- うっきー&モアイのゆるガチ『PSO2』（2019年6月11日 - 、ニコニコ生放送） - レギュラー
- SHAKE UP WALLOP 月曜日（2022年12月5日、WALLOP）

### テレビアニメ
2010年
- RAINBOW-二舎六房の七人- - Cパート内の実写コーナー「さたけWukipedia」。

2013年
- ちはやふる2（女生徒）
- HUNTER×HUNTER（第2作）（2013年 - 2014年、ポドンゴ＝ラポイ、カイト（少女） ）

2014年
- スペース☆ダンディ（QT）
- それでも世界は美しい（女官・ミキア） 
- 残響のテロル（モブ子）
- それいけ!アンパンマン（2014年 - 2023年、ネコの女の子、ネコ美、ウサ子〈代役〉、つみれくん、ヤギの男の子）

2015年
- ドラえもん（テレビ朝日版第2期）（2015年 - 2022年、ヒツジ、女の子）

2016年
- ナースウィッチ小麦ちゃんR （リリア）
- モブサイコ100（2016年 - 2022年、ツボミ、SATAKE）- 3シリーズ

2017年
- ACCA13区監察課（ロクステッラ）
- THE REFLECTION（ウキ）

2018年
- BEATLESS（海内紫織）
- パズドラ（2018年 - 2022年、クララ）

2019年
- キャロル&チューズデイ（アラジン、イデア）

2025年
- LAZARUS ラザロ（リーサ）

### 劇場アニメ
- ちえりとチェリー（2016年7月30日） - 絵美 役[27][28][29]

### OVA
- ワンパンマン（女性職員）※BD・DVD第6巻の映像特典

### Webアニメ
- クレヨンしんちゃん外伝 エイリアン vs. しんのすけ（2016年、只野エレン）
- UZUMAKI: Animated TV Series（2024年、五島桐絵）

### ゲーム
- 逆転オセロニア（2018年 - 2019年、クイナ、アイドルクイナ）

### スチル
- 明光義塾

### 舞台
- FLYING PIRATES ネバーランド漂流記-featuringGUY'S- （2010年4月8日 - 11日）- ティンカーベル 役
- アリスインプロジェクト「ライン♪」（2011年8月4日 - 7日、銀座博品館劇場） - 長沼亜里沙 役
- ACTOR’S TRASH ASSH第22回公演「月に吠えろ、夜ヲ焦ガセ君ヨ」（2019年3月20日 - 24日、池袋シアターグリーンBIG TREE THEATER） - 未武澄香 役
- SOLID STAR Produce vol.17「ハッピーマーケット！！」（2019年6月19日 - 23日、こくみん共済 coopホール/スペース・ゼロ）
- 舞台「アオアシ」（2019年7月13日 - 14日、シアター1010） -海堂杏里 役（ダブルキャスト）
- 人狼系アドリブ推理バトル【レジスタンスイレブン】～ガールズ版～（2019年10月13日 - 14日、東京映画・俳優&放送芸術専門学校ホール）
- SEPT Artist Collection Vol.4 feat. シンデレイル（2019年11月6日 - 10日、シアターサンモール） -エラ 役
- 人狼系アドリブ推理バトル【レジスタンスイレブン】～ガールズ版～ ～バレンタインを守り抜け～（2020年2月9日 - 16日、コフレリオ新宿シアター）
- 舞台「剣が君 -残桜の舞-」（2020年7月8日-12日、シアター1010）- ハバキ憑き 役
- 舞台「プロジェクト東京ドールズ THE GARDEN ／ SKY TOWER 同時公演」（2021年2月20日 - 28日、シアター1010） - マキナ 役
- 舞台「御手洗さん」（2021年9月29日-10月3日、俳優座劇場）- 九頭竜冴子 役
- 舞台「時が巡る金木犀」（2021年11月11日 - 15日、コフレリオ新宿シアター） - 木崎かえで 役
- 舞台「Ensemble」（2021年12月8日 - 12日、D倉庫） - 千座薫 役
- ASSH-DX Vol.5 ～劇団☆ディアステージcollaboration～「世界は僕のCUBEで造られる･2022」（2022年3月31日 - 4月10日、あうるすぽっと） - 角川 / キューブレディ 役
- いきなりステージ（2022年5月28日、萬劇場）
- 劇団五反田タイガー 5th Anniversary 11th Stage「ペインティング・バーレスク ～天使がいた場所～」（2022年9月28日 - 10月2日、こくみん共済 coopホール/スペース・ゼロ） - サリーナ 役
- 舞台「キミと僕の最後の戦場、あるいは世界が始まる聖戦」（2022年10月20日 - 24日、シアター1010 / 11月10日 - 13日、COOL JAPAN PARK OSAKA TTホール） - 燐 役
- 人狼系アドリブ推理バトル【レジスタンスイレブン ～集いはハロウィンで～】～ガールズ版～（2022年10月29日 - 30日、コフレリオ新宿シアター）
- 第74回 魔界-SHADOWS OF WAR-（2023年3月16日、かめありリリオホール）-千姫 役
- 第75回 魔界-LIGHTNINGSTRIKES-（2023年5月11日、かめありリリオホール）-千姫 役
- 星よ女王に堕つ（2023年9月30日 - 10月8日、六行会ホール） - ヴォワザン 役[30][31]

### DJ
- F9GBP番外編～佐武宇綺DJ化計画 feat.KAZUHIRO ABO&Dj Yummy～（2014年1月31日、渋谷PARCO 2.5D）
- SPACE☆DANDY NIGHT〜It’s time for the party!!〜 （2014年7月18日、代官山UNIT）
- F9GBP番外編～佐武宇綺DJ化計画 feat.KAZUHIRO ABO&Dj Yummy～ vol.2（2014年11月11日、渋谷PARCO 2.5D）
- DANCE OR DIE～DAY TIME DISCO～ （2014年12月13日、UCESS THE LOUNGE）
- 踊楽 〜ようがく〜（2015年5月9日、Sapporo Sound lab mole）
- F9GBP番外編～佐武宇綺DJ化計画 feat.KAZUHIRO ABO&Dj Yummy～ vol.3（2015年1月30日、渋谷PARCO 2.5D）
- F9GBP番外編～佐武宇綺DJ化計画 feat.KAZUHIRO ABO&Dj Yummy～ vol.4（2015年5月26日、渋谷PARCO 2.5D）
- Dimension GRAND OPENING PARTY DAY1（2015年6月19日、Dimention）
- F9GBP番外編～佐武宇綺DJ化計画 feat.KAZUHIRO ABO～ vol.5（2016年1月10日、渋谷PARCO 2.5D）
- tamapa（2016年3月5日、Aoyama Edition）
- ライムスター宇多丸のウィークエンド・シャッフル（2016年5月28日、TBSラジオ）
- High carat〜BtoB DJ NIGHT!!〜（2016年6月13日、恵比寿BATICA）
- 2.5D in PARCO LAST PARTY （2016年8月7日、渋谷PARCO 2.5D）
- Denon HP 50th Special DJ Night（2016年8月29日、TSUTAYA O-WEST）
- Disco! Disco! Disco!（2016年9月21日、aoyama fai）
- サイレントじゃないディスコ（2016年10月8日、microcosmos）
- EMOTIONAL IDOROCK FES.　69時間パーティー!パーティー!!ファイヤー!!!（2016年10月9日、新宿ReNY）
- tamapa NEON（2016年12月4日、Sankeys TYO）
- tamapa 2017（2017年3月19日、Sankeys TYO）
- DÉ DÉ MOUSE not （2017年4月28日、代官山UNIT）
- 泡パ-GIRL’s SUMMER-（2017年7月1日、渋谷 club asia）
- MTG vol.1（2017年7月10日、恵比寿BATICA）
- SUNNY SIDE UP（2017年8月5日、 渋谷WOMB）
- Denon Special DJ Night Vol.2（2017年8月22日、TSUTAYA O-WEST）
- 謎の金曜日～MYSTIC FRIDAY～ Vol.2（2017年9月15日、heavy sick ZERO）
- バチカであそぼう （2017年9月25日、恵比寿BATICA）
- DOMMUNE DÉ DÉ MOUSE special!!!!（2017年10月17日、DOMMUNE）
- TIPSY HALLOWEEN in OSAKA（2017年10月21日、心斎橋 club Joule）
- 渋谷エンタメフェス2017（2017年11月2日、microcosmos）
- VISION 6th anniversary presents ｰtrackmakerｰ（2017年11月17日、SOUND MUSEUM VISION）
- URBAN RESEARCH 20TH ANNIVERSARY PARTY（2017年12月1日、SOUND MUSEUM VISION）
- MONST NIGHT vol.4（2018年4月15日、CLUB SIX TOKYO）
- CONNECT歌舞伎町 MUSIC FESTIVAL 2018（2018年5月13日、歌舞伎町 クラブ愛本店）
- Re:animation12 in Uenohara（2018年7月14日、山梨県上野原市 桂川新田地区近隣公園特設会場）
- マチ★アソビ DJ-NIGHT DAY1/DAY2（2019年5月4日、5日、club GRINDHOUSE / CLUB HIGHLAND）
- CIRCLE FIRE vol.4 （2019年6月29日、CLUB CITTA'）
- 池袋虜 Presents PUSH!!! Vol.1 （2019年7月26日、池袋虜）
- 台湾漫画博覧会 ICHIBAN JAPAN STAGE （2019年8月1日、8月2日、台北世界貿易センター第一号館）
- マグロハウス盆踊り（2019年8月15日、歌舞伎町 クラブ愛本店）
- PUMP UP IDOL （2019年9月7日、台北 CLAPPER STUDIO）
- 笑傲搖滾音樂祭 SHOUT OUT FESTIVAL '19 （2019年9月8日、台湾 六福村主題遊樂園）
- Deep Dish AJITO （2019年10月23日、12月25日、恵比寿BATICA）※主催DJイベント
- PACIFIC BEACH FESTIVAL presents FESTIVAL SAUCE（2019年12月13日、SOUND MUSEUM VISION）
- Barbie presents「Girl Power」night（2019年12月14日、hotel koe tokyo）
- GhM Presents SUDA51st Dimension – The World of GRASSHOPPER MANUFACTURE（2020年1月30日、渋谷PARCO SUPER DOMMUNE）
- Deep Dish AJITO （2020年2月24日、恵比寿 Time Out Cafe & Diner）※主催DJイベント

## 書籍

### 写真集
- スクールガール（2005年8月30日、新風社、撮影：小林基行） - ISBN 978-4797478037。
- 1st写真集『うきしき♥』（2010年10月25日、講談社、撮影：木村晴） - ISBN 978-4063648416。
- フォトカードマガジン PHOTORE vol.4 佐武宇綺（2011年4月1日、東京ニュース通信社） - ISBN 978-4863361447。
- 佐武宇綺と2泊3日 SATAKE UKI 2nd Photobook（マガジンハウス、2012年8月28日、撮影：石垣星児） - ISBN 978-4838724697。

### 雑誌
- Hana*chu→（2005年 - 2007年、主婦の友社）